# Eswars
Eswars – miejscowość i gmina we Francji, w regionie Hauts-de-France, w departamencie Nord.
Według danych na rok 1990 gminę zamieszkiwało 321 osób, a gęstość zaludnienia wynosiła 115 osób/km² (wśród 1549 gmin regionu Nord-Pas-de-Calais Eswars plasuje się na 909. miejscu pod względem liczby ludności, natomiast pod względem powierzchni na miejscu 857.).